# Descanso
Descanso é um município brasileiro do estado de Santa Catarina. Localiza-se a uma latitude 26º49'34" sul e a uma longitude 53º30'06" oeste, estando a uma altitude de 552 metros. Sua população estimada em 2021 era de 8 136 habitantes.
Possui uma área de 286,67 km².

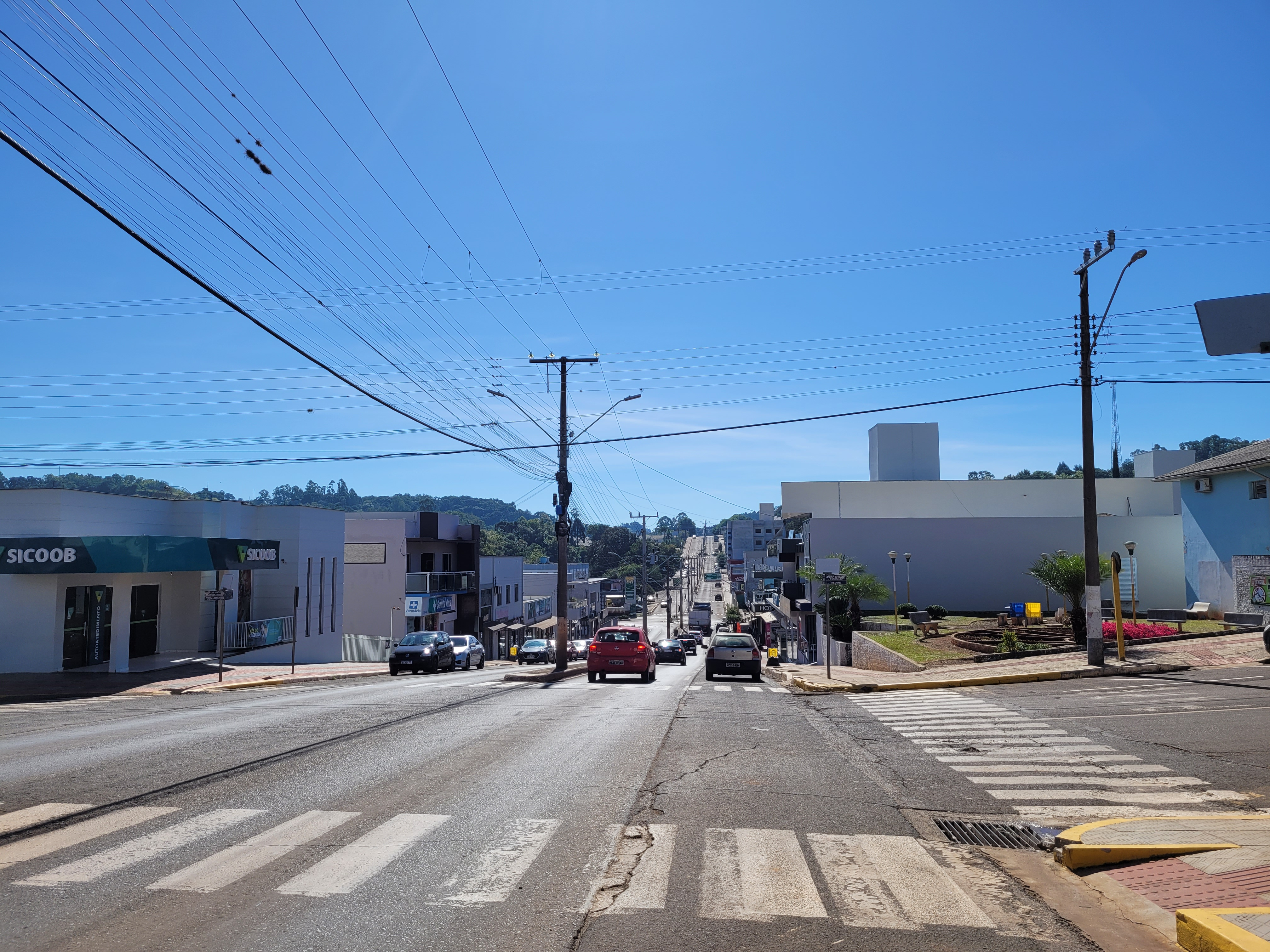
Av. Martin Piaseski, Centro de Descanso, parte do atual percurso urbano da rodovia SC-163

Descanso destaca-se na economia pela agricultura, tendo maior parte de seu território rural. Antes de sua emancipação com o atual nome, era chamado de Nova Polônia ou Vila Polonesa. Tão presente foi a influência polonesa que as principais avenidas da cidade têm o nome de habitantes de origem polonesa. Hoje, no entanto, a maioria da população descansense tem origem italiana.

## Razões do nome
O nome Descanso, segundo a versão oficial, é originário da passagem da Coluna Prestes e seu descanso à beira do Rio Macaco Branco, que cruza o centro da cidade.

## Fundação
Originariamente denominou-se Linha Polonesa por serem dessa origem as primeiras famílias a chegar ao local, onde hoje situa-se a sede municipal. Mais tarde o nome foi mudado para Descanso, por ter em fevereiro de 1925 a Coluna Prestes ter “descansado” as margens do Rio Macaco Branco, nas imediações da atual cidade.
No local da sede, em 2 de fevereiro de 1935, chegaram as primeiras quatro famílias vindas de Casca, então município de Guaporé, Rio Grande do sul. As primeiras quatro famílias: Antonio Ciechanowski, José Wronski, José Pietroski e Thomas Graboski.
O meio de transporte usado pelas quatro famílias e acompanhantes, aproximadamente 30 entre pequenos e adultos, foi ao todo de oito carroças de tração. A viagem durou 12 dias.   
Na época era apenas sertão bravio, e a colonização só teve início em 1934 com a chegada dos primeiros colonizadores, a maioria de origem Polonesa vindos do Rio Grande do Sul. O objetivo destes colonizadores era a terra doada em troca de caminhos abertos, contudo, o objetivo principal era a extração da madeira de cedro e pinheiro.
Como em todas as cidades do extremo Oeste Catarinense, quem chegou primeiro foi o madeireiro, pela trilha da Coluna Prestes levava a madeira através do Rio Peperi-Guaçu até a Argentina. O colonizador veio após o madeireiro. A Empresa Madeireira de Chapecó – Peperi vendeu as primeiras 50 colonias para Martins Piaseski, Ludovico Wronski e Antonio Ciecanoski, que lideraram o primeiro núcleo formado no local.
Em 1953, com o desmembramento do Município de Chapecó, o distrito passou a pertencer ao município de Mondaí. Através da Lei Estadual nº 254 de 12 de setembro, é criado o município de Descanso, sendo instalado a 16 de dezembro de 1956. 